# 日本造船
日本造船（日语：日本シップヤード株式会社）是一家日本造船公司，由今治造船和日本造船联合于2021年1月1日共同成立，旨在设计和销售除液化天然氣載運船以外的商业船舶，总部设于日本東京都千代田區有樂町。